# Wilcannia
Wilcannia es una pequeña ciudad localizada en el condado central de Darling en el noroeste de Nueva Gales del Sur, Australia. Fue la tercera ciudad más importante con un puerto en el interior durante la era del comercio fluvial a mediados del siglo XIX. En el censo de 2011 Wilcannia tenía una población de 600 habitantes. Se encuentra en la ribera derecha del curso medio del río Darling.

## Historia

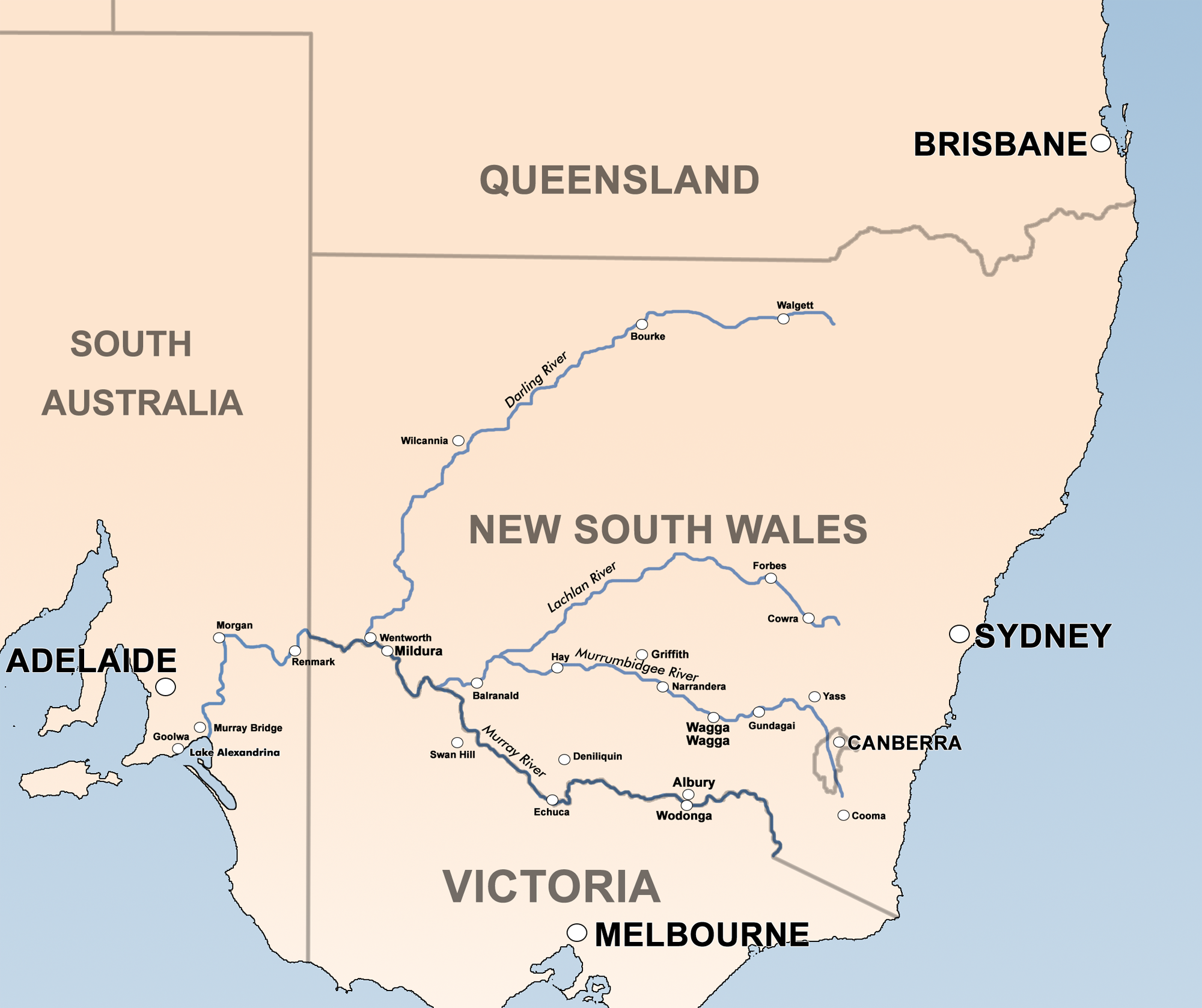
Mapa de la cuenca del río Darling en el que se observa, en el curso medio de dicho río, la ciudad de Wilcannia

El término Wilcannia deriva de una palabra aborigen que significa hueco o espacio en la ribera del río por donde las crecidas escapan o también puede significar perro salvaje. Ninguno de los dos significados ha sido lingüísticamente verificado.
En 1835 el explorador sir Thomas Mitchell fue el primer europeo en llegar a la región y estuvo siguiendo el curso del río Darling hasta la actual ciudad de Menindee. En junio de 1866, le fue dada la categoría de municipio. En 1871 la población era de más de 250 personas y creció hasta casi los 1500 una década más tarde. Durante la década de 1880 Wilcannia alcanzó su máximo de población, con unas 3000 personas, trece hoteles y su propio periódico. Era junto con Wentworth, Echuca, Mannum y Goolwa, uno de los puertos principales del sistema Murray-Darling que eran de capital importancia para el transporte de bienes como lana y trigo durante la era del transporte por barcos de vapor, en la segunda mitad del siglo XIX.

## Galería

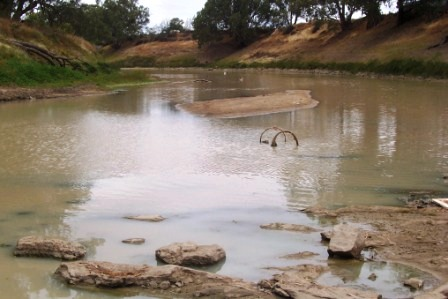
Vista del río Darling
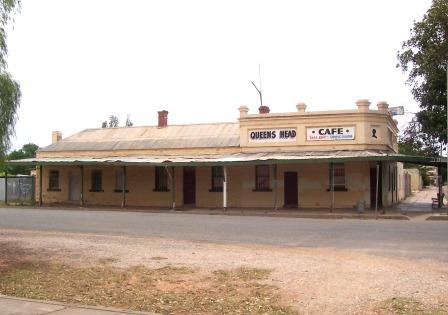
Calle de Wilcannia
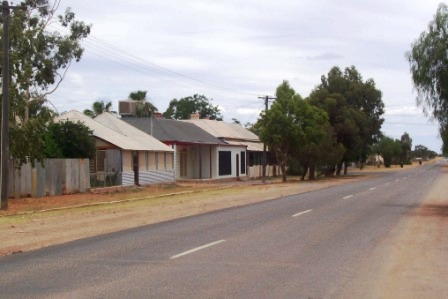
Otra calle
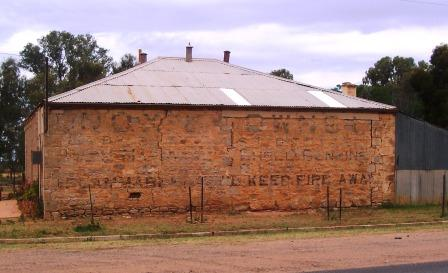
Antigua bodega, hoy en día, centro de arte
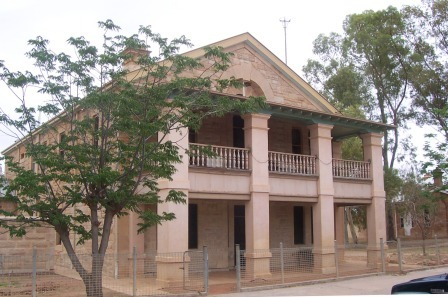
Estación de policías de Wilcannia
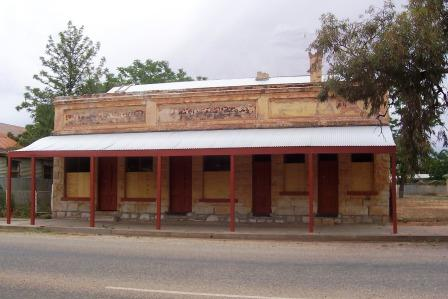
Farmacia
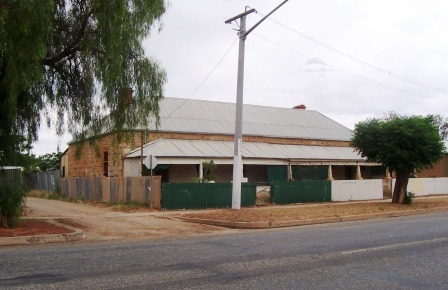
Residencia cerca de la iglesia anglicana
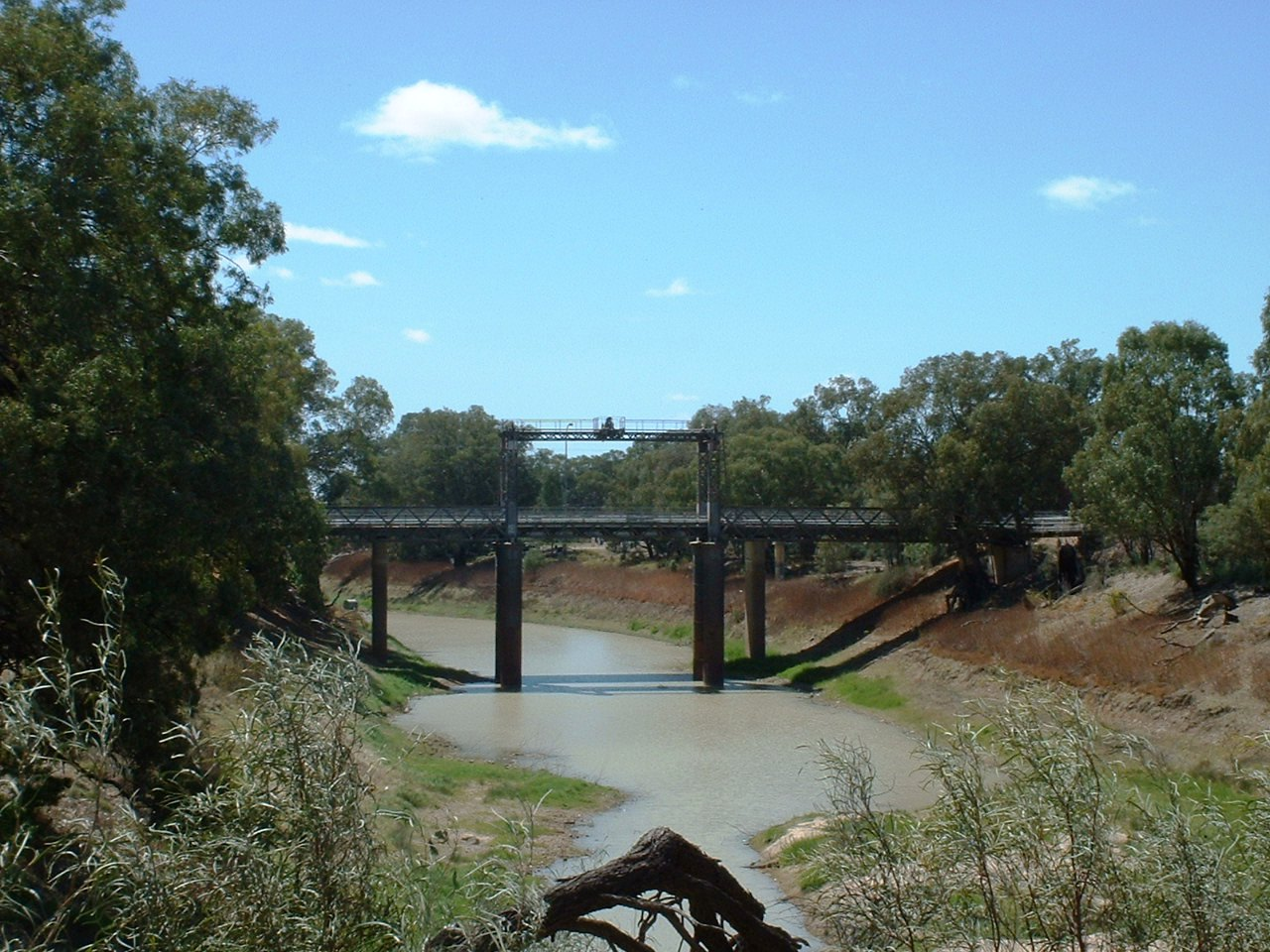
Puentes sobre el río Darling
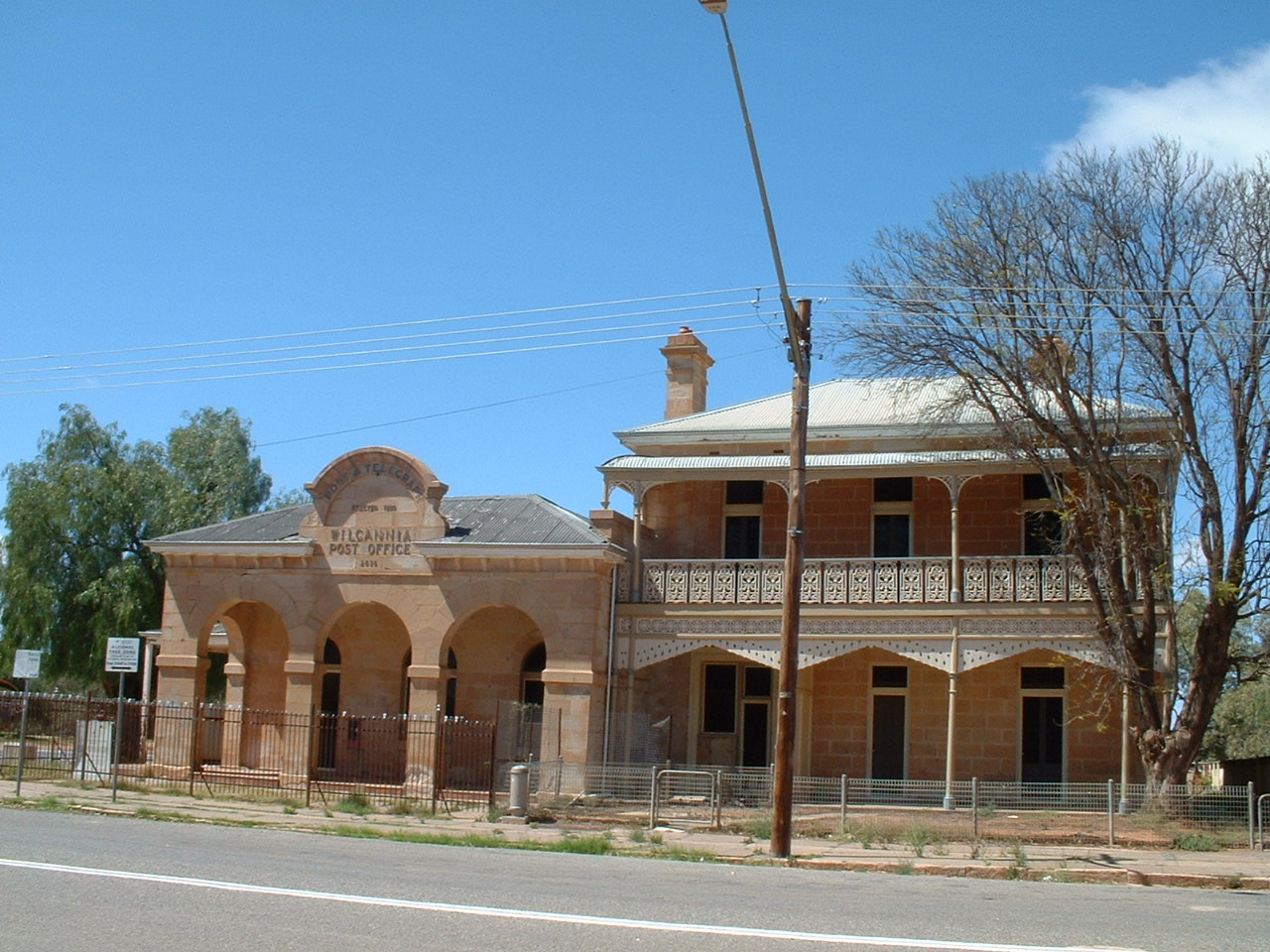
Antigua oficina de correos
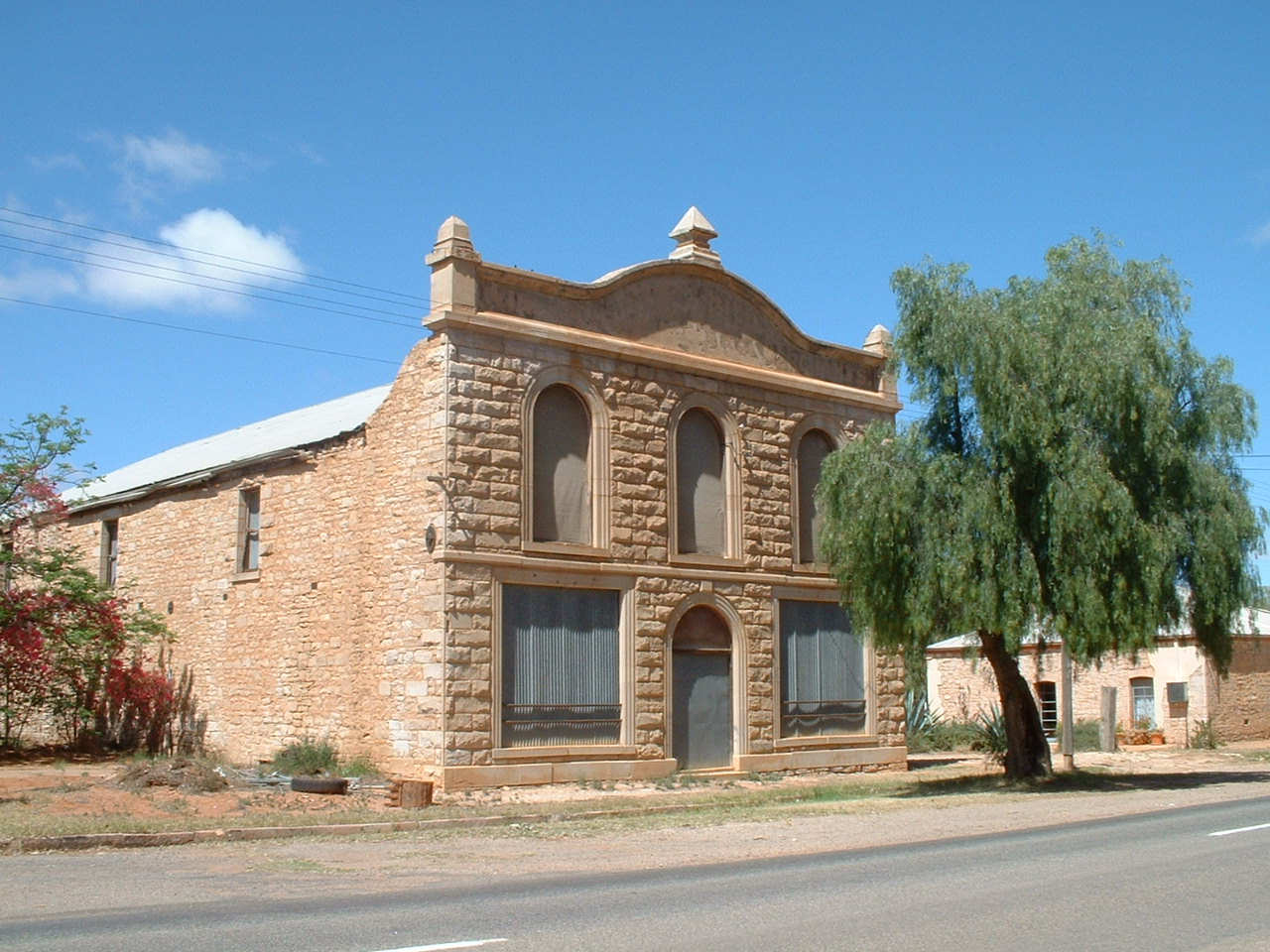
Antigua bodega
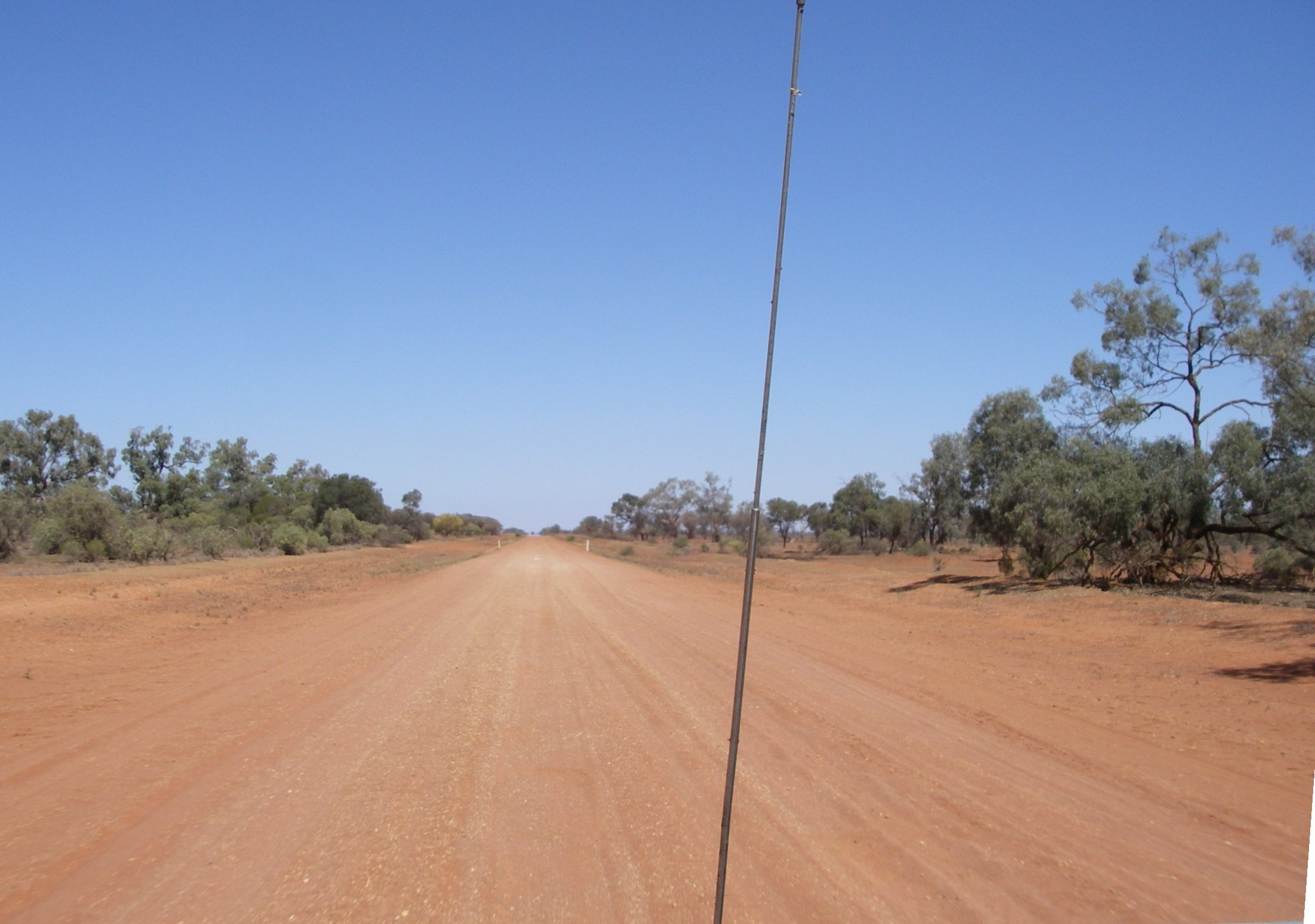
Carretera entre Wilcannia y Bourke